# Chilton County
Chilton County är ett county i den amerikanska delstaten Alabama. 2012 uppskattades countyt ha 43 819 invånare. Den administrativa huvudorten (county seat) är Clanton.

## Geografi
2013 hade countyt en total area på 1 815,07 km². 1 794,48 km² av arean var land och 20,59 km² var vatten.

### Angränsande countyn
- Shelby County - nord
- Coosa County - öst
- Elmore County - sydöst
- Autauga County - syd
- Perry County - sydväst
- Bibb County - nordväst